# 1444.
◄ | 14. stoljeće | 15. stoljeće | 16. stoljeće | ►
◄ | 1410-ih | 1420-ih | 1430-ih | 1440-ih | 1450-ih | 1460-ih | 1470-ih | ►
◄◄ | ◄ | 1441. | 1442. | 1443. | 1444. | 1445. | 1446. | 1447. | ► | ►►
Arhitektura • Astronomija • Glazba • Knjige • Književnost • Kršćanstvo • Medicina • Pravo • Promet • Slikarstvo • Znanost

## Događaji
- Omiš, kao posljednji grad u Dalmaciji, potpao pod Mletke, konačan kraj Omiških gusara

## Rođenja
- Bramante, talijanski graditelj i slikar († 1514.)

## Smrti
- Robert Campin, flamanski umjetnik (* 1375.)

## Vanjske poveznice
|  | Zajednički poslužitelj ima još gradiva o temi 1444. |